# Alexander Wassiljewitsch Schischkow

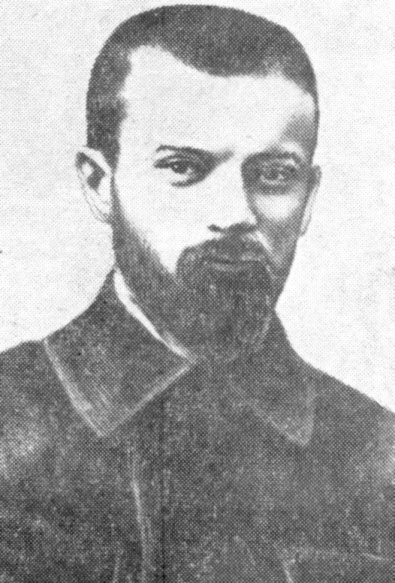
Alexander Wassiljewitsch Schischkow

Alexander Wassiljewitsch Schischkow (russisch Александр Васильевич Шишков; * 3. Novemberjul. / 15. November 1883greg. in Moskau; † 8. Juli 1920 in Dubrowino bei Tatarsk, Oblast Nowosibirsk) war ein russischer Revolutionär.

## Leben
Alexander Schischkow stammte aus einer Arbeiterfamilie und legte extern die Prüfung zum Volkslehrer ab. Schischkow schloss sich 1904 der SDAPR an. Während der Revolution von 1905–1907 führte er die Parteiarbeit unter den Eisenbahnern Moskaus, 1908 wurde er Mitglied des Moskauer SDAPR-Komitees, dann arbeitete er für die Partei in Sewastopol und Nischni Nowgorod.
Schischkow wurde mehrfach verhaftet und 1914 in die Verbannung nach Narym geschickt. 1917 nahm er am Kampf für die Errichtung der Sowjetmacht in der Stadt Tomsk und im Gouvernement Tomsk teil. 1918 war er im Volkskommissariat für innere Angelegenheiten der RSFSR tätig, dann Vorsitzender des Wladimirer Gouvernementsexekutivkomitees (Gubispolkom). Ab 1919 war er Mitglied des Zentralexekutivkomitees der Sowjets und des Revolutionstribunals der Ukrainischen SSR sowie stellvertretender Vorsitzender der allukrainischen Tscheka, dann Vorsitzender der Tscheka im Gouvernement Wladimir bzw. im Gouvernement Tomsk sowie Leiter der Militärabteilung des Sibirischen Revolutionskomitees.
Schischkow soll sich selbst erschossen haben, um der Gefangennahme durch Weißgardisten zu entgehen.

## Ehrungen
- 1953 wurde in der Stadt Tomsk ein Denkmal zu Ehren Schischkows errichtet (Bildhauer: G. Schemberg).
- Seit 1983 erinnert an seiner ehemaligen Wirkungsstätte in Tomsk (Makuschingasse 8) eine Gedenktafel an ihn.